# Kerk van Døstrup
De Kerk van Døstrup (Deens: Døstrup Kirke) is een parochiekerk van de Deense Volkskerk in het dorp Døstrup, ongeveer 5 km ten zuidoosten van Skaerbaek in Zuid-Jutland. De kerk is een voor het gebied karakteristieke dorpskerk.

## Beschrijving
De huidige kerk bestaat uit een apsis, koor en kerkschip uit de laat-romaanse tijd en een toren van het Tørninglen-type uit de Gotiek (bouwkunst) met een recenter trappenhuis en een noordelijke uitbreiding. Sinds de oorspronkelijk aan Sint-Laurentius gewijde kerk rond 1200 werd gebouwd onderging het veel veranderingen. Eén van de grootste veranderingen was waarschijnlijk de aanbouw van een noordelijke kruisarm in 1734, een direct gevolg van de groeiende invloed van het piëtisme in de parochie, dat leidde tot een toenemend kerkbezoek.